# Suillia quadrimaculata
Suillia quadrimaculata är en tvåvingeart som beskrevs av Woznica 2007. Suillia quadrimaculata ingår i släktet Suillia och familjen myllflugor. Inga underarter finns listade i Catalogue of Life.